# Lillie Matthiessen (Schiff)
Die Lillie Matthiessen war ein Frachtdampfer, der u. a. 1945 als Lazarettschiff zur Rettung von KZ-Häftlingen eingesetzt wurde.

## Schiffsbeschreibung
Der Dampfer gehörte zur sogenannten „Mosquito-Flotte“ der skandinavischen Reeder und wurde rund 30 Jahre in der Karibik zum Bananentransport eingesetzt. Er wurde 1905 in Stavanger von der Werft Stavanger Støberi & Dok gebaut. Der Fruchtdampfer war mit 985 BRT vermessen und verfügte über eine Tragfähigkeit von 1400 tdw. Zwei Dampfkessel mit 12 Bar versorgten die Dreifachexpansionsmaschine und verliehen dem Schiff mit einer Antriebsleistung 125 PS eine Geschwindigkeit von 10 Knoten.
Die für Fruchtschiffe wichtige Laderaumkapazität betrug 60.000 Kubikfuß. Die vier Luken wurden mechanisch belüftet und der Ladungsumschlag erfolgte mit vier Ladebäumen und vier Winden. Die Isolierung der Laderäume erfolgte ebenso wie der Einbau einer Ladungskühlanlage wahrscheinlich erst 1933.

## Lebenslauf
Das Schiff lief 1905 unter dem Namen Imperator für die norwegische Reederei Holdt & Isachsen, Starvanger vom Stapel und war langfristig an United Fruit Company verchartert. 1920 übernahm der Reeder Halfdan Bucher Isachsen, ebenfalls aus Stavanger, das Schiff. Es verblieb in der Charter, die erst 1933 endete. Das Schiff wurde in diesem Jahr an die schwedische Reederei A/B Westindia nach Stockholm verkauft, die das Schiff in Lillie Matthiessen umbenannte.
Das Schiff wurde 1952 in Belgien abgewrackt.

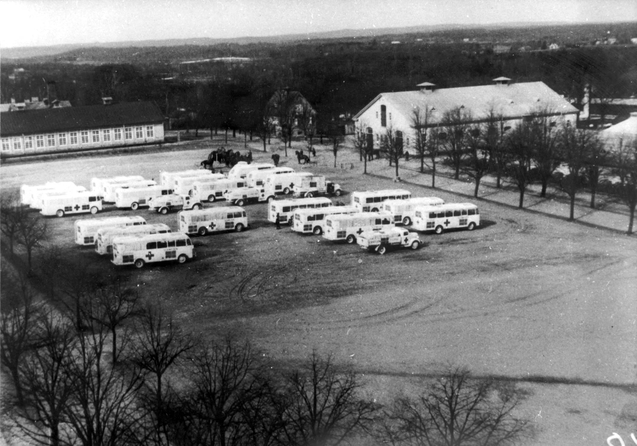
Busse des schwedischen Roten Kreuzes in Hässleholm (Schweden) vor der Abfahrt nach Lübeck

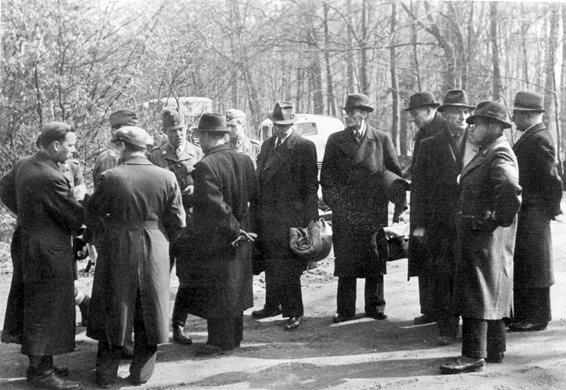
Die meisten der Männer auf dem Bild sind von der Gestapo, die den Rote-Kreuz-Transporten folgten

### Als Lazarettschiff
Zur Befreiung von KZ-Häftlingen startete am 8. März von Malmö aus eine schwedische Expedition bestehend aus:
- 308 Mitarbeiter (darunter 20 Ärzte und Schwestern, der Rest waren Freiwillige aus Versorgungsregimentern)
- 36 Ambulanzbusse
- 19 LKW
- 7 Pkw
- 7 Motorräder
- Rettungs- und Werkstattfahrzeuge, eine Feldküche und alle notwendigen Geräte, Nahrung, und Ersatzteile

Vieles davon wurde auf der Lillie Matthiessen  verladen (u. a. 350 Tonnen Benzin, 6.000 Lebensmittelpakete für die Häftlinge im KZ Neuengamme sowie Busse und Fahrzeuge zum Teil als Decksladung) und nach Lübeck transportiert.
Am 30. April 1945 wurden etwa 1500 französische, belgische und niederländische KZ-Häftlinge von der mit rund 7500 überfüllten Cap Arcona von der Athen wieder nach Neustadt in Holstein zurückgebracht. Ein Teil dieser Häftlinge wurde noch in der Nacht mit den Weißen Bussen des schwedischen Roten Kreuzes zu den in Lübeck liegenden schwedischen Dampfern Lillie Matthiessen und Schwesterschiff Magdalena gefahren, die sie nach Trelleborg transportierten.  Auf der Lillie Matthiessen befanden sich 225 weibliche und auf der Magdalena 223 männliche KZ-Häftlinge.

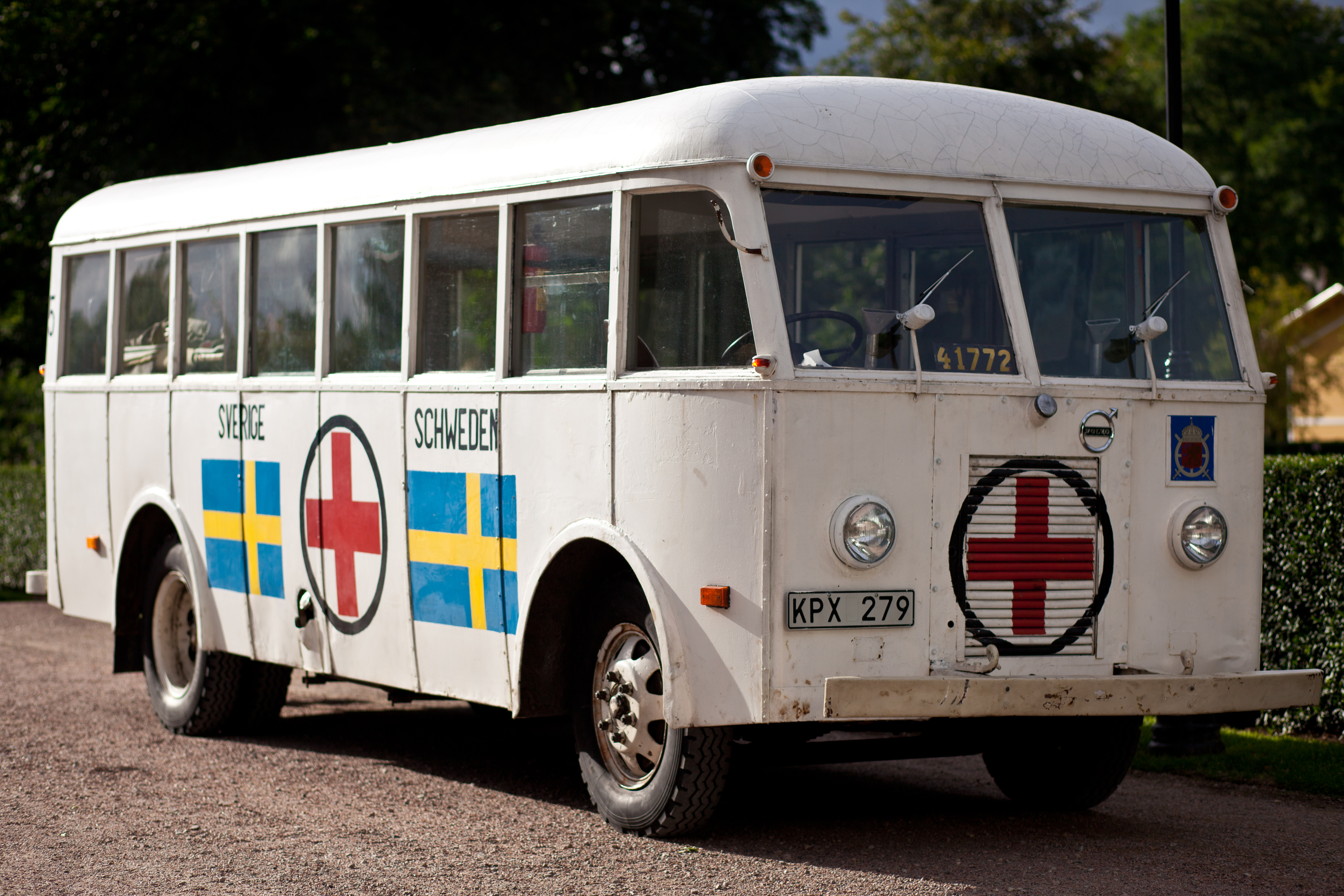
Weiße Busse
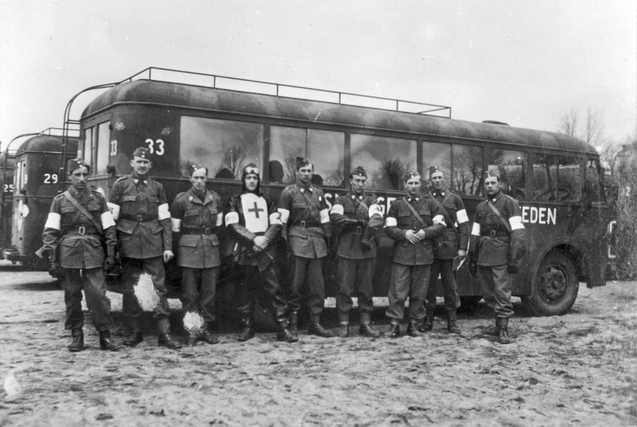
Weiße Busse in Hässleholm
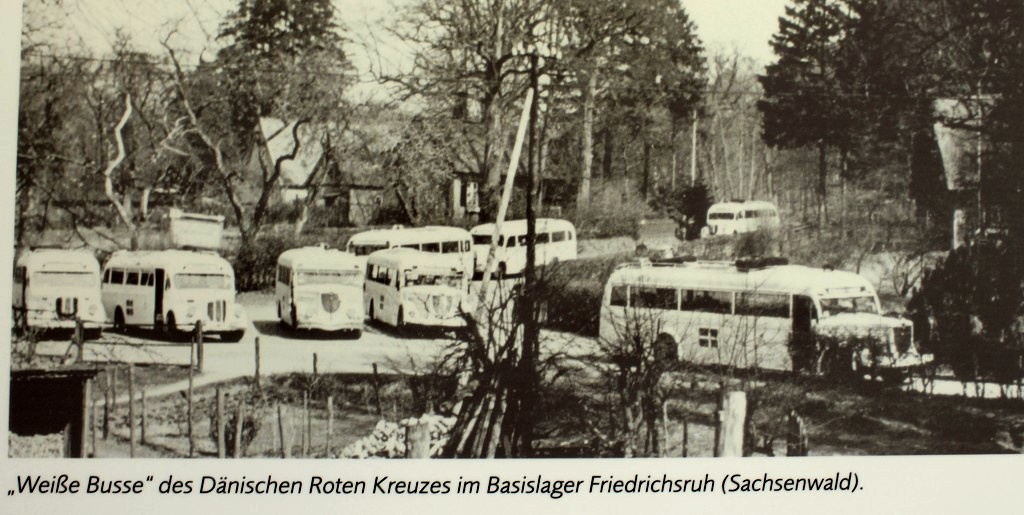
Weiße Busse in Friedrichsruh
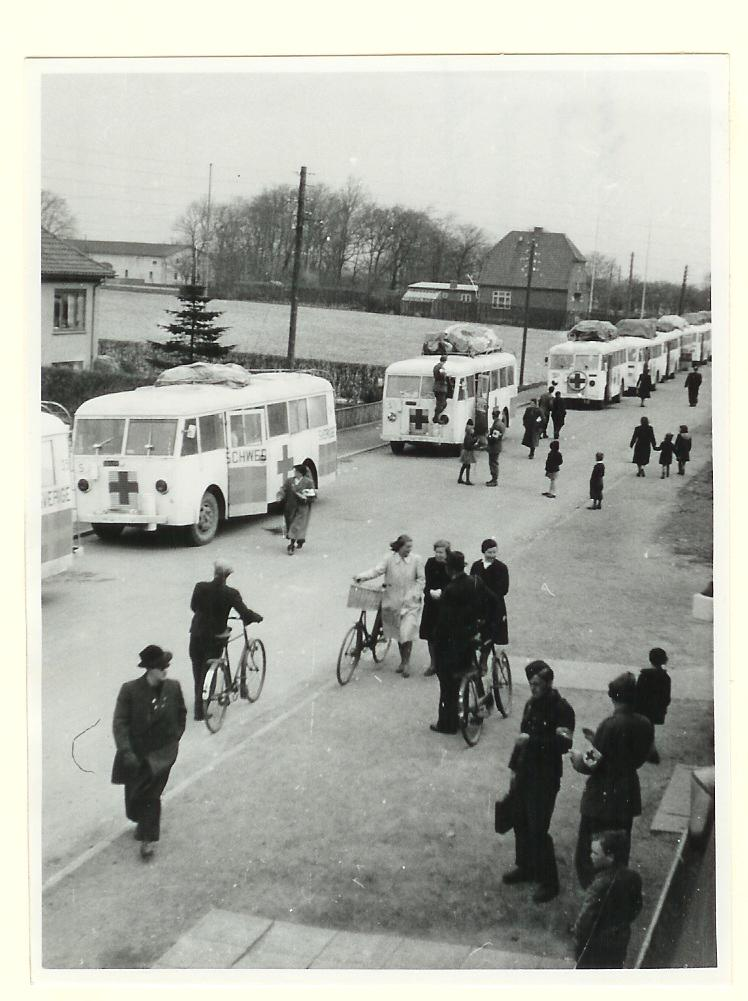
Weiße Busse in Padborg
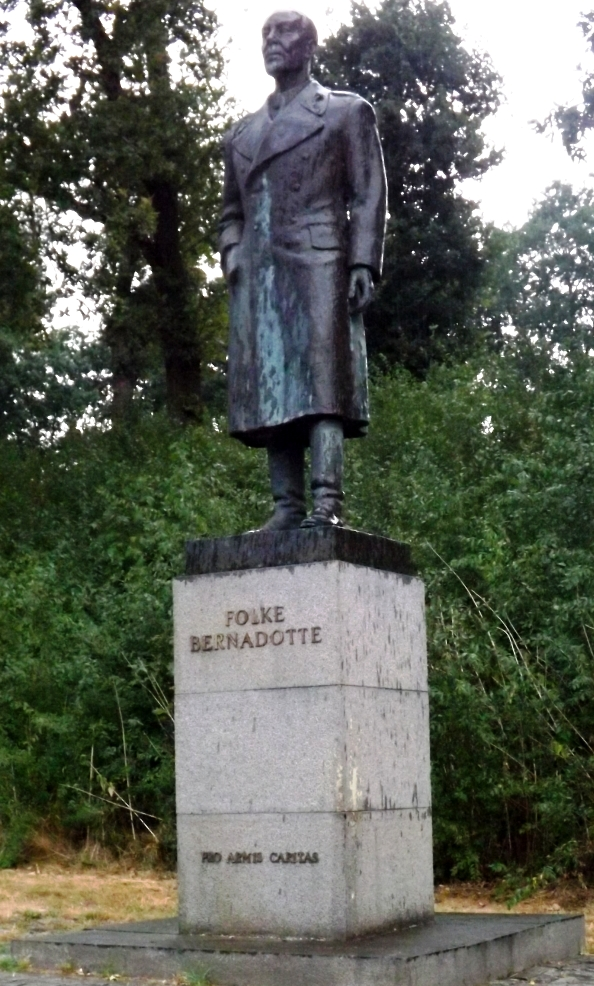
Folke Bernadotte

## Hintergrund
Sehr viele Norweger und Dänen saßen in deutschen Konzentrationslagern und der norwegische Diplomat Niels Christian Ditleff engagierte sich Ende 1944, um eine Rettungsaktion durch das schwedische Rote Kreuz zu veranlassen. Graf Folke Bernadotte, Neffe König Gustafs V. Adolf und Vizevorsitzender des schwedischen Roten Kreuzes, wurde mit den Verhandlungen und der Durchführung beauftragt. Er traf sich im Februar 1945 mit Heinrich Himmler in Hohenlychen in der Uckermark und erreichte, dass die skandinavischen politischen Gefangenen unter Geheimhaltung im KZ Neuengamme konzentriert und von hier nach Schweden transportiert wurden. Die Transporte wurden von Bernadotte organisiert und begannen im März 1945. Als Stützpunkt in Deutschland diente Friedrichsruh. Ende März wurden rund 4.200 Häftlinge nach Dänemark transportiert. Aus dem KZ Ravensbrück wurden mit Unterstützung des internationalen Roten Kreuzes mit einem Güterzug rund 7000 Frauen gerettet. Insgesamt wurden in den letzten Kriegstagen mit der Aktion „Bernadotte“ rund 21.000 ausländische KZ-Häftlinge, darunter etwa ein Drittel Frauen, gerettet.